# Louis Hofmann
Louis Hofmann (Bergisch Gladbach, 3 de junho de 1997) é um ator alemão, conhecido por interpretar Jonas Kahnwald na série de suspense Dark. Também destacou-se nos filmes Under sandet (2016) e Freistatt (2015), que lhe rendeu o prêmio Deutscher Schauspielerpreis.

## Filmografia

### Televisão
| Ano       | Título                      | Papel             |
| --------- | --------------------------- | ----------------- |
| 2010      | Der verlorene Vater         | David Salzbrenner |
| 2010      | Tod in Istanbul             | Sascha Kleinert   |
| 2010      | Danni Lowinski              | Fabian Lüdtke     |
| 2011      | Tom Sawyer                  | Tom Sawyer        |
| 2012      | Wilsberg                    | Max Rensing       |
| 2012      | Die Abenteuer des Huck Finn | Tom Sawyer        |
| 2013      | Stolberg                    | Dennis Kessler    |
| 2013      | Der perfekte Mann           | Aaron             |
| 2016      | You Are Wanted              | Dalton            |
| 2016      | Shades of Guilt             | Leonhard Tackler  |
| 2017-2020 | Dark                        | Jonas Kahnwald    |
| 2023      | All the Light We Cannot See | Werner Pfennig    |

### Cinema
| Filme              | Ano  | Papel              |
| ------------------ | ---- | ------------------ |
| Freistatt          | 2013 | Wolfgang           |
| Under sandet       | 2015 | Sebastian Schumann |
| Die Mitte der Welt | 2016 | Phil               |
| Alone in Berlin    | 2016 | Hans Quangel       |
| Lommbock           | 2017 | Jonathan           |
| Red Sparrow        | 2018 |                    |